# Найебага, Хассан
Хассан Найебага (перс. حسن نایباغ‎; род. 17 сентября 1950, Тегеран) — иранский футболист, играл на позиции полузащитника. Участник чемпионата мира 1978 года.

## Биография

### Игровая карьера
На протяжении клубной карьеры играл за клуб «Хома».
В составе сборной Ирана Найебага выиграл Кубок Азии 1976 года. Он принимал участие на олимпийском футбольном турнире 1976 года, где сыграл в одном матче со сборной Кубы, который Иран выиграл со счётом 1:0.
На дебютном для сборной Ирана чемпионате мира 1978 года, проходившим в Аргентине, сыграл в двух матчах на групповом этапе со сборными Нидерландов (0:3) и Шотландии. Сборная Ирана с одним очком не смогла преодолеть групповой этап. Всего за сборную Ирана сыграл 19 матчей и не забил ни одного мяча.

### Эмиграция и политическая позиция
В 1979 году после Иранской революции, приведшей к упразднению монархии, эмигрировал из страны.
Найебага является активистом оппозиционной партии «Моджахедин-э Халк».